# Peter van Breusegem
Peter Benedictus Rufinus van Breusegem dont le nom de plume est Dirk van Babylon, né le 15 mai 1956 à Asse (Belgique), est un médecin et homme de lettres belge, prosateur et poète.

## Biographie
Ayant grandi à Liedekerke, il fait ses études secondaires au collège Saint-Joseph d'Alost.  Son choix d'étudier la médecine fut déterminé par la maladie de sa mère, atteinte de sclérose en plaques.  Il s'inscrit à la faculté de médecine de l'Université catholique de Louvain.  Au cours de sa formation de médecin (en 1974-1981), il fait son stage au Zaïre (aujourd'hui Congo).  En 1981, il devient docteur en médecine, chirurgie et obstétrique avec grande distinction.  Dès 1984, en tant que médecin agréé, il partage un cabinet médical à Uccle, une commune résidentielle bruxelloise. 
Attiré par le lancement du concours pour le prix Leo J. Kryn (antérieurement décerné à Boon et Claus, parmi d'autres), il choisit le pseudonyme de Dirk van Babylon afin de créer une distinction nette entre sa carrière littéraire et sa pratique professionnelle : sa prose de tendance fréquemment autobiographique et où n'est exclue aucun tabou, abordant explicitement des sujets tels que la sexualité et les maladies sexuellement transmissibles, peut nuire à sa réputation de médecin généraliste.  En 1986, il remporte le prix Leo J. Kryn avec son début littéraire De zwarte bruidegom (Le mari noir), publié la même année par la maison d'édition d'Angèle Manteau.  Ce roman chaotique a comme leitmotiv les dichotomies entre le matérialisme stressant et la morale frustrante d'une part et l'émerveillement enfantin et la rhétorique ludique de l'autre.  Comme l'indique son pseudonyme, il choisit cette dernière en attendant le mari noir, l'amant idéal homoérotique africain,,.  Quand l'auteur et éditeur néerlandais Jeroen Brouwers révèle la véritable identité du lauréat du prix dans le Haagse Post et dans Knack, Van Breusegem se voit obligé de renoncer à sa profession de médecin.  Toutefois, il n'abandonne pas entièrement ses occupations dans le domaine : en 1987, il fonde The Foundation, dont il devient le président.  Cette association a pour tâche de soutenir les malades du sida et de fournir de l'information sur cette maladie.
Il publie encore quelques romans : Carthago herrezen (Carthage ressuscitée, 1987), De Brabantse Decamerone (Le Décaméron brabançon), Boek I. De goede week (Livre I, Semaine sainte, 1989) et un recueil de contes De vlucht naar Egypte (La fuite en Égypte, 1988) qui sera ensuite inséré dans De goede week.  Les romans et récits de Van Breusegem sont à la fois redevables à ses expériences professionnelles et à sa vie privée.  Il donne une évaluation rigoureuse de la civilisation occidentale.  Dans Carthago herrezen, cette question joue également un rôle d'importance à la lumière de sa pratique médicale : il exprime l'impuissance du médecin généraliste vis-à-vis des malades du sida.  À propos de la séropositivité, Van Babylon écrit également l'essai Seks en cultuur (Le sexe et la culture, 1989).
Dans ses deux premiers romans, Dirk van Babylon joue sur différents registres : théâtre, monologue, poème, lettre, annonce, dialogue, etc..  Selon Bousset, Dirk van Babylon a du mal à trouver une structure solide pour ses romans et à supprimer le superflu, mais il serait un écrivain à fort potentiel.  Ses œuvres ultérieures, telles que De Brabantse Decamerone, sont plus structurées.
Entre 1989 et 1993, il se concentre sur le système de buddies pour les malades du sida.  En 1993, van Babylon redevient médecin généraliste à Bruxelles.  En 1995, il écrit la pièce radiophonique Molinos.  Après une période de silence dans le domaine littéraire, sous le nom de plume Dirk van Babylon, il publie à nouveau des poèmes, des sonnets satiriques dans l’e-zine littéraire Méander.  Van Breusegem s'est également engagé dans la politique et a été plusieurs fois candidat du parti nationaliste Volksunie (VU) et, après la dissolution de celui-ci, de son successeur Spirit.  Ses préoccupations combinées de fournisseur de soins de santé et de flamingant s'expriment dans sa colère face au traitement réservé aux néerlandophones dans les hôpitaux de Bruxelles, comme en témoigne son interview dans l'hebdomadaire Brussel Deze Week :
« C'est quand même terrible de voir que des gens aux prises avec leur santé, des gens qui se trouvent dans une position vulnérable, doivent pour ainsi dire se traîner dans la boue pour obtenir ce à quoi ils ont droit.  Je ne suis pas un nationaliste éternellement accablé, mais je vois très bien où les choses se passent mal, oui. »
Il se convertira à l'islam, tout en se positionnant dans la tendance éclairée et progressiste.  Il a été marié à une femme marocaine.  En 1997 naquit une fille. 
Van Breusegem est un membre actif de Pro Medicis vzw, une association vouée à la promotion des soins médicaux bilingues à Bruxelles, et membre de Myriade, une association de poètes.  Il préconise également la création d'un opéra-comique dans la Région de Bruxelles-Capitale.
Début 2011, un recueil de sonnets est présenté au public dans le décor de la galerie des Glaces du centre communautaire flamand De Markten à Bruxelles

## Œuvres littéraires
- (nl) De zwarte bruidegom (Le mari noir, 1986)
- (nl) Carthago herrezen (Carthage ressuscitée, 1987)
- (nl) De vlucht naar Egypte (La fuite en Égypte, 1988)
- (nl) Seks en cultuur (Le sexe et la culture, 1989)
- (nl) De Brabantse Decamerone (Le Décaméron brabançon, 1989)
- (nl) Brussel, Amsterdam, New York (Bruxelles, Amsterdam, New York, 1990)
- (nl) Breekbaar licht (Fragile lumière, recueil de poèmes, 2011)